# Lichtenštejnské jubilejní památníky
Lichtenštejnské jubilejní památníky jsou soubor pomníků umístěných v lesích v okolí města Adamov v Jihomoravském kraji. Nacházejí se v krajinném celku Vranovsko-křtinského lichtenštejnského areálu.

## Historie
Památníky byly vytvořeny v roce 1898 na všech revírech lichtenštejnského panství jako připomínka 40 let vládnutí knížete Jana II. z Lichtenštejna. V roce 1908 byly doplněny o tabulku připomínající dalších 10 let jeho vlády. V roce 2009 proběhla oprava všech památníků.

## Popis
Celkem bylo na území vranovsko-křtinského areálu vybudováno sedm památníků, z nichž se do dnešních dnů dochovaly čtyři. Původně byly vyzděny z vápencových kamenů, během času se ale rozpadly. Na zbylých kamenných kupách je umístěna hlavní tabulka s textem a přídavná tabulka s dalším textem. Hlavní text říká:
```
Princ Joan
 

Quercetum
 

ad 40. ann. Regim.
 

Jubil

12 Nov. 1898
```

Na doplňkové tabulce je pak nápis:
```
L jähr.Reg.Jubil.

MCMVIII
```

Dochované pomníky jsou usazeny na následujících místech:
- v Adamově za ulicí Krátká u lesní stezky vedoucí k hlavnímu vlakovému nádraží (dříve stával v oblasti Jezírko u Adamova, přestěhován na současné místo byl v roce 1968),
- na zelené turistické trase vedoucí z Vranova do Útěchova,
- na červené turistické trase vedoucí z Olomučan do Rudice,
- severně od Habrůvky v blízkosti cyklostezky č. 5081,
- u neznačené lesní cesty v katastru obce Hostěnice.

Nezachovaly se památníky u Babic, u Kanic a v revíru Hády při lesní cestě Resslovce.
Součástí památníků byly také výsadby stromů. Bylo jich vysazeno vždy 58, a to 18 dubů červených znázorňujících Janův věk při nástupu na trůn a dále 20 dubů letních a 20 dubů zimních, jež symbolizovaly 40 let jeho vlády. Z těchto hájů se dochovaly víceméně jen fragmenty.